# 85 (število)
85 (pétinósemdeset) je naravno število, za katero velja velja 85 = 84 + 1 = 86 - 1.

## V matematiki
- sestavljeno število.
- polpraštevilo.
- peto Smithovo število {\displaystyle 8+5=5+1+7=13\,\!}.
- središčno trikotniško število.
- središčno kvadratno število.
- 85 lahko zapišemo kot vsoto kvadratov dveh števil na dva načina: {\displaystyle 85=9^{2}+2^{2}=7^{2}+6^{2}}

## V znanosti
- vrstno število 85 ima astat (At).

## Drugo

### Leta
- 485 pr. n. št., 385 pr. n. št., 285 pr. n. št., 185 pr. n. št., 85 pr. n. št.
- 85, 185, 285, 385, 485, 585, 685, 785, 885, 985, 1085, 1185, 1285, 1385, 1485, 1585, 1685, 1885, 1885, 1985, 2085, 2185